# 北青鵬治
北青鵬 治（ほくせいほう おさむ、本名アリューナー・ダワーニンジ、2001年11月12日 - ）は、宮城野部屋に所属していた元大相撲力士。日本の北海道札幌市東区出身（出生地と国籍はモンゴル国）。身長204.0cm、体重182.0kg。最高位は東前頭6枚目（2023年7月場所）。恵まれた体格から将来を期待されていたが、他の力士への暴力を日常的に長期間繰り返していたことが発覚し、22歳で角界を離れた。

## 来歴

### 大相撲入門前
モンゴル生まれ。母親の語学留学に伴って5歳で札幌に移住した。大相撲の札幌巡業を観戦した時に横綱の白鵬（後の13代宮城野）と出会って相撲をやることを勧められたため、札幌相撲スポーツ少年団で相撲を始めた。6歳の時には韓国の空港で白鵬と再会し、一緒に写真を撮ってもらっている。この時から既に「大きくなったら白鵬の弟子になる」と夢を持っていた。小学校4年次から6年次にわんぱく相撲全国大会と全日本小学生相撲優勝大会に3年連続で出場し、小学校卒業後は白鵬の紹介で鳥取市に相撲留学。鳥取市立西中学校時代には厳しい環境に耐えかねて北海道へ帰郷したこともあったが、白鵬の激励を受けて鳥取に戻り、以降は相撲に打ち込む生活を送った。鳥取城北高校では高校1年次から全国大会に出場しており、団体戦では2年次と3年次に金沢大会連覇、十和田大会連覇、高校総体2年連続準優勝などを経験、個人戦でも3年次に金沢大会準優勝、高校総体ベスト8などの実績を残している。

### 新十両昇進まで
高校卒業後は白鵬の内弟子として宮城野部屋に入門し、2020年3月場所で初土俵を踏んだ。モンゴル国籍だが、日本への在留期間が10年を超えているため外国出身力士枠の対象とはならなかった。四股名は白鵬が名付け、下の名は札幌相撲スポーツ少年団の監督の名前を貰った。四股名の由来は、出身である北海道の「北」、モンゴルの空から「青」、白鵬の「鵬」からきている。日本相撲協会の公式プロフィールでは、4年次の冬から卒業まで通った札幌市立北光小学校の所在地である札幌市東区が出身地となっている。新弟子検査では身長200cmを記録した。初土俵同期生には深井、獅司らがいる。
初めて番付に名前が載った2020年7月場所は7戦全勝で序ノ口優勝。翌9月場所は序二段優勝。さらに翌11月場所も三段目優勝を果たした。新幕下に昇進した2021年1月場所は、場所直前に白鵬が新型コロナウイルス感染症に感染した影響で、自身は検査で陰性が確認されたものの、濃厚接触の可能性があるとして全休となった。事情が考慮されて翌3月場所は番付が据え置きとなり、初めて幕下の土俵に上がったが、場所前に背筋痛が出た影響で2連敗スタートとなり、序ノ口からの連勝も21連勝で止まったが、その後は5連勝で勝ち越した。西幕下2枚目の番付で迎えた同年7月場所は7戦全勝で幕下優勝を果たした。序ノ口・序二段・三段目・幕下の各段で優勝を決めたのは史上7人目となる。場所後に行われた番付編成会議により、翌9月場所での新十両昇進が決定した。これは21世紀生まれの力士として初の関取昇進でもある。新十両昇進決定に際し行った記者会見では、白鵬が18歳で関取になっていることを意識して自身も10代で関取になることを目標にしており、その目標が無事に達成できたことを明かした。そして、次の目標は2場所連続の2桁白星による新入幕、そして末には21歳までに横綱昇進と掲げた。序ノ口優勝した際にはそこから6場所で関取昇進を決めると宣言したが、これは有言実行となった。

### 十両昇進から引退まで
2021年9月1日、日本相撲協会は北青鵬が新型コロナウイルスに感染したことを発表した。風邪の症状を訴えたため、PCR検査をして判明した。宮城野部屋の所属力士たちも検査を行っており、結果は2日に出るという。
新型コロナウイルス感染による休場であったため11月場所は救済措置として番付据え置き。実質的な新十両場所となるこの場所は右膝の怪我で2日目から休場。
2022年1月場所から3場所の幕下暮らしを経て、7月場所に自身2度目の十両昇進。2日目に初日が出て、十両在位3場所目にして待望の関取初白星となった。この白星に際して、1番取っただけで残りを休場した2021年11月場所当時について「悔しい思いをしたので今場所こそはと思って稽古に励んできた。後はそれを生かすだけです」と話していた。1月場所で幕下に陥落したのを機に21代間垣の付け人に戻り、21代間垣からは「次（付け人で）戻ってきたら俺はお前を弟子とは思わないからな」と言われたというが「とても厳しいことを言われたので必死に頑張ってきました」とこの白星に安堵感をにじませた。場所後の8月には師匠の12代宮城野が停年を迎えるため「まずは勝ち越して、それから今場所は宮城野親方が最後なので十両優勝で花を添えたいです」と決意を固めた。結果的に十両優勝は12勝3敗の竜電にさらわれたが、11勝4敗の十両優勝次点の成績を残した。9月場所は優勝争いに加わり、13日目終了時点で3敗でトップの栃武蔵をただ1人4敗で追っていたが、敗れて千秋楽の取組を残して栃武蔵の十両優勝が決定。2023年1月場所は東十両2枚目で9勝6敗と勝ち越し、翌3月場所新入幕を果たす。宮城野部屋としては2019年5月場所の炎鵬以来で、現師匠が部屋を継承してからは初の新入幕、北海道出身としては2021年7月場所の一山本以来、戦後54人目の幕内力士となった。なお、身長204cmは、十両以上の公式計測が始まった1953年9月場所以降、元横綱・曙と並び、新入幕時としては最長身となった。新入幕会見では「まず勝ち越して2桁勝って三賞を獲れるように頑張ります。今年中に三役に上がりたい。将来的には横綱」と堂々と目標を掲げた。常々「幕内に上がって親方に恩返ししたい」と話してきたが、北青鵬の潜在能力の高さを知る師匠の13代宮城野は「まだまだ。勝ち越して、新入幕場所で2ケタ勝って三賞を取る。それが恩返しですよ」と、ハッパをかけた。
3月場所では9勝6敗と新入幕場所を勝ち越しで飾った。5月場所は東前頭11枚目まで最高位を更新し、この場所は10日目に勝ち越しを決めて同日終了時点で優勝争いの一角に立つ状況となったか、その後は一つも勝てず8勝7敗に終わる。7月場所は東前頭6枚目に最高位を更新したが、5勝10敗と壁に阻まれた。8月13日の夏巡業札幌場所は凱旋帰郷巡業。会場の札幌コミュニティドームは実家から自転車圏内で、小学生時代に巡業観戦に訪れた場所だといい、「昔、自分がこの会場に来て、お相撲さんに憧れた場所に、（今回は）関取になって帰ってこられたのはすごくうれしい」と感慨深げだった。
9月場所は千秋楽を首位に1差の4敗で迎え、千秋楽で5敗となり優勝を逃したが優勝次点。この場所は優勝すればという条件付きで殊勲賞の候補となっていたが、優勝を逃して受賞はならなかった。
2024年1月場所直前には1年の目標について「絶対に三役に上がるという気持ちで頑張らないといけない」と気を引き締め、場所については「初場所から優勝争いができるようにしたい」と誓った。だが予てより右膝に爆弾を抱えており、場所6日目にはそれが限界に達して途中休場を喫している。師匠の13代宮城野は長い相撲がケガを招く可能性が高いと前に出る相撲を磨くよう常々訴えてきたとし、1月場所の途中休場の際には「これで本人も、師匠の言っていることを理解してやってくれるんじゃないか。よく治療して良い状態に戻していきたい」と話していた。しかし、同年2月23日、後述の不祥事により相撲界を引退した。なお、3月場所の番付編成会議後に引退届を提出したため、令和6年3月場所の番付においては東十両3枚目に記載されている。

## 暴力行為の発覚による引退
1月場所後の2024年1月31日、場所を途中休場となった経緯について、素行に問題があり、師匠の13代宮城野の助言も聞かない北青鵬を戒めるためとする一部報道があった。
同年2月21日、北青鵬の行状について、相撲協会コンプライアンス委員会が調査を行っていたことが報道された。記事によれば、北青鵬はこれまで複数の兄弟弟子に暴行を働いており、1月以降に暴行を受けた力士の関係者が相撲協会に訴えたという。事態を重く見た同委員会が調査を開始、1月場所中に北青鵬や師匠の13代宮城野らの聴取を複数回行ったとされる。21日には北青鵬と13代宮城野が同委員会の会合に呼び出しを受け、聴取を受けた。出席後、北青鵬は「素直に反省している」と話した。
協会関係者によると、北青鵬は暴行のみならず、稽古中に他の力士の財布から金銭を盗んでいたことも分かった。学生時代から盗癖があったとの指摘もあったという。1月場所を途中休場した際、13代宮城野と23代間垣は「お前なんか土俵に上げない」と北青鵬を激しい口調で叱責しており、既に師弟関係には亀裂が生じているとも報じられた。
コンプライアンス委員会は、2月23日の臨時理事会に報告する調査結果と北青鵬および師匠の13代宮城野に対する処分案をまとめた。北青鵬に対しては「引退勧告」、13代宮城野に対しては「2階級降格および減俸」とするもので、臨時理事会では今後の宮城野部屋運営についても話し合いが及ぶ見通しとされている。
同月23日、相撲協会は前日22日までに提出されていた北青鵬の引退届を受理した。協会による文書での説明によると「懲戒処分とした場合は『引退勧告相当』の事案であったことを確認した」とされている。
同文書では、北青鵬が行った暴行の内容が詳細に記された。
- 2022年（令和4年）7月場所中、愛知県豊田市内の部屋宿舎で、被害者Bの顔面を平手打ち・突き飛ばしなど複数回の暴行を加え、肘に怪我を負わせたほか、ほうきの柄で尻を打つ暴行を加えた。
- 同じ時期に被害者Aに対してもほうきの柄で尻を打つ暴行を加え、同年10月21日にはまわしで作った棒で尻を打つ暴行を加えた。
- 2023年（令和5年）11月場所中、福岡県糟屋郡篠栗町内の部屋宿舎で、Aの財布に瞬間接着剤を塗って損壊したほか、Bの右手手指に瞬間接着剤を塗った。
- 2022年8月以降、宮城野部屋の部屋施設内または地方場所中の宿舎内で、被害者AとBに対して以下のような暴行を週に2、3回の頻度で加えた。
  - 顔面、背中および睾丸への平手打ちなど
  - ほうきの柄やまわしで作った棒で尻を打つ暴行、殺虫剤スプレーに点火したものを体に近づける暴行。

一連の暴行について「痛がる反応を見て面白がっていたことも認められ、暴行の動機の面についても卑劣極まりない」と非難し、被害者2名そして宮城野部屋所属力士の多くが「反省の態度は認められず、北青鵬が宮城野部屋に残ることになれば、必ず暴行を繰り返す」と部屋への復帰を受け入れられないとしていることも明かした。
「令和6年1月場所中には、以前にも13代宮城野から同様のことで注意を受けていたにもかかわらず、ロールスロイスで場所入りするなど、まったく反省の態度が見られない」とも指摘している。なお一部報道からは「協会の報告書にあった『ロールスロイスで場所入りする』ことは果たして問題なのか?」という趣旨の指摘もあったが、一方で同記事で相撲担当記者は「まだ若手なのに顔じゃないということなのだろう」と解釈している。
また、協会は13代宮城野の師匠としての自覚欠如を問題視。13代宮城野に対し処分案の答申通り「年寄（平年寄）への2階級降格」と「報酬減額」の懲戒処分としたうえで、4月以降は宮城野部屋を所属する伊勢ヶ濱一門が預かることを検討すると決めた。3月場所中の師匠代行には伊勢ヶ濱一門から大島部屋付きの18代玉垣（元小結・智ノ花）が派遣されることとなった。
北青鵬の暴力問題を受けて、2024年6月6日に協会は全協会員約900人を対象とした研修会を開催し、「突発的な怒りのコントロール方法」についての講習を行った。

## 取り口
四つ相撲で組み手は右四つ。身長204cmの長身と長い手足を活かして肩越しに上手を取るスケールの大きな取り口を見せた。欠点としては、腰高な点や相撲の遅さが指摘されていた。また四つ相撲だけでなく突き押し相撲にも適性があるとも評されていた。
他力士への常習的な暴力行為（前述）が発覚して引責引退した後の報道によると、幕内昇進後は寝不足で朝稽古に現れ、巡業先で全く申し合いに加わらないなど不真面目な稽古態度が目立ったという。不器用で基礎のできていない取り口についても、師匠の宮城野が部屋の稼ぎ頭であった北青鵬に遠慮して十分に指導が行えなかった結果なのではないかとの推測がある。

## エピソード
- 血液型はB型[1]。
- 協会公式プロフィールによると、好きな歌手はサカナクション、好物はピザ、趣味はゲーム[45]。
- 前述の不祥事で引退に追い込まれるまで将来性を高く評価されていたが、以下のような共通点から特に第64代横綱の曙太郎が引き合いに出されることがあった[23][50]。
  - 曙と同じく身長204cmであった[23][50]。
  - 宮城野部屋は元東関部屋の部屋施設を借用しており、北青鵬の関取用個室は、かつて東関部屋で曙が使用した個室であった[23][50]。
  - 師匠の13代宮城野から曙の取組の映像を見て研究するようにとの指導があり[23]、日本相撲協会理事長の8代八角からも、曙のような突き押しを習得すべきだとの助言があった[50]。

## 主な成績

### 通算成績
- 通算成績：134勝72敗44休（23場所）
- 幕内成績：41勝40敗9休（6場所）

#### 連勝記録
最多連勝記録は、21連勝。序ノ口（優勝）、序二段（優勝）、三段目（優勝）と3場所連続7戦全勝優勝。
| 順位 | 連勝数 | 期間                               | 止めた力士 | 備考                                              |
| ---- | ------ | ---------------------------------- | ---------- | ------------------------------------------------- |
| 10   | 21     | 2020年7月場所初日 - 11月場所13日目 | 時栄       | 序ノ口デビューからの連勝記録としては歴代5位タイ。 |

- 順位は幕下以下における連勝記録の順位を示している。

### 各段優勝
- 幕下優勝：1回（2021年7月場所）
- 三段目優勝：1回（2020年11月場所）
- 序二段優勝：1回（2020年9月場所）
- 序ノ口優勝：1回（2020年7月場所）

### 場所別成績
| | 一月場所 初場所（東京） | 三月場所 春場所（大阪） | 五月場所 夏場所（東京） | 七月場所 名古屋場所（愛知） | 九月場所 秋場所（東京）  | 十一月場所 九州場所（福岡） |
| --- | ----------------------- | ----------------------- | ----------------------- | --------------------------- | ------------------------ | --------------------------- |
| 2020年 （令和2年） | x                       | （前相撲）              | 感染症拡大 により中止   | 東序ノ口23枚目 優勝 7–0     | 西序二段15枚目 優勝 7–0  | 東三段目21枚目 優勝 7–0     |
| 2021年 （令和3年） | 西幕下15枚目 休場 0–0–7 | 西幕下15枚目 5–2        | 東幕下9枚目 6–1         | 西幕下2枚目 優勝 7–0        | 西十両12枚目 休場 0–0–15 | 西十両12枚目 0–2–13         |
| 2022年 （令和4年） | 西幕下12枚目 5–2        | 西幕下5枚目 5–2         | 東幕下2枚目 5–2         | 西十両13枚目 11–4           | 東十両9枚目 9–6          | 東十両6枚目 10–5            |
| 2023年 （令和5年） | 東十両2枚目 9–6         | 東前頭15枚目 9–6        | 東前頭11枚目 8–7        | 東前頭6枚目 5–10            | 西前頭11枚目 10–5        | 東前頭7枚目 7–8             |
| 2024年 （令和6年） | 東前頭8枚目 2–4–9       | 東十両3枚目 引退 –      | x                       | x                           | x                        | x                           |
| 各欄の数字は、「勝ち-負け-休場」を示す。 優勝 引退 休場 十両 幕下 三賞：敢=敢闘賞、殊=殊勲賞、技=技能賞 その他：★=金星 番付階級：幕内 - 十両 - 幕下 - 三段目 - 序二段 - 序ノ口 幕内序列：横綱 - 大関 - 関脇 - 小結 - 前頭（「#数字」は各位内の序列） |                         |                         |                         |                             |                          |                             |

## 合い口
（以下は最高位が横綱・大関の現役力士）
- 大関・豊昇龍には2敗。豊昇龍の大関昇進後は1敗。
- 元大関・霧島には1敗。霧島の大関昇進前の対戦である。
- 元大関・髙安には1敗。髙安の大関陥落後の対戦である。
- 元大関・朝乃山には2勝1敗。いずれも朝乃山の大関陥落後の対戦である。
- 元大関・御嶽海には2敗。いずれも御嶽海の大関陥落後の対戦である。
- 元大関・正代には1敗。正代の大関陥落後の対戦である。

### 幕内対戦成績
| 力士名   | 勝数 | 負数 | 力士名 | 勝数 | 負数 | 力士名   | 勝数 | 負数 | 力士名 | 勝数 | 敗数 |
| -------- | ---- | ---- | ------ | ---- | ---- | -------- | ---- | ---- | ------ | ---- | ---- |
| 碧山     | 2    | 0    | 朝乃山 | 2    | 1    | 一山本   | 1    | 0    | 宇良   | 1    | 2    |
| 遠藤     | 2    | 0    | 阿武咲 | 2    | 1    | 王鵬     | 2    | 2    | 輝     | 0    | 1    |
| 霧馬山   | 0    | 1    | 金峰山 | 2    | 1    | 琴恵光   | 3    | 1    | 琴勝峰 | 1    | 1    |
| 佐田の海 | 2    | 0    | 正代   | 0    | 1    | 湘南乃海 | 1    | 1    | 大翔鵬 | 2    | 1    |
| 隆の勝   | 2    | 2    | 髙安   | 0    | 1    | 宝富士   | 0    | 3    | 玉鷲   | 0    | 1    |
| 千代翔馬 | 1    | 1    | 剣翔   | 1    | 2    | 翔猿     | 0    | 1    | 友風   | 1    | 0    |
| 錦木     | 0    | 1    | 錦富士 | 1    | 1    | 平戸海   | 3    | 1    | 武将山 | 1    | 0    |
| 豊昇龍   | 0    | 2    | 御嶽海 | 0    | 2    | 水戸龍   | 1    | 0    | 翠富士 | 1    | 2    |
| 妙義龍   | 2    | 1    | 明生   | 2    | 1    | 竜電     | 1    | 2(1) | 狼雅   | 1    | 0    |
| 若元春   | 0    | 1    |        |      |      |          |      |      |        |      |      |

## 改名歴
- 北青鵬 治（ほくせいほう おさむ）2020年3月場所 - 2024年1月場所